# Ro (Pyrénées-Orientales)
Ro  (aussi orthographié Rô) est un village et une ancienne commune française des Pyrénées-Orientales, aujourd'hui rattachée à Saillagouse.

## Géographie

### Localisation
Le village est situé sur la route reliant Saillagouse et la commune espagnole de Llivia.

### Géologie et relief
Le village de Ro se situe à une altitude de 1 276 mètres.

### Hydrographie
Le Sègre coule d'est en ouest juste au nord du village.

### Voies de communication et transports
La route départementale D 33 traverse Ro d'ouest en est, en provenance de Llivia et en direction de Saillagouse.

## Toponymie

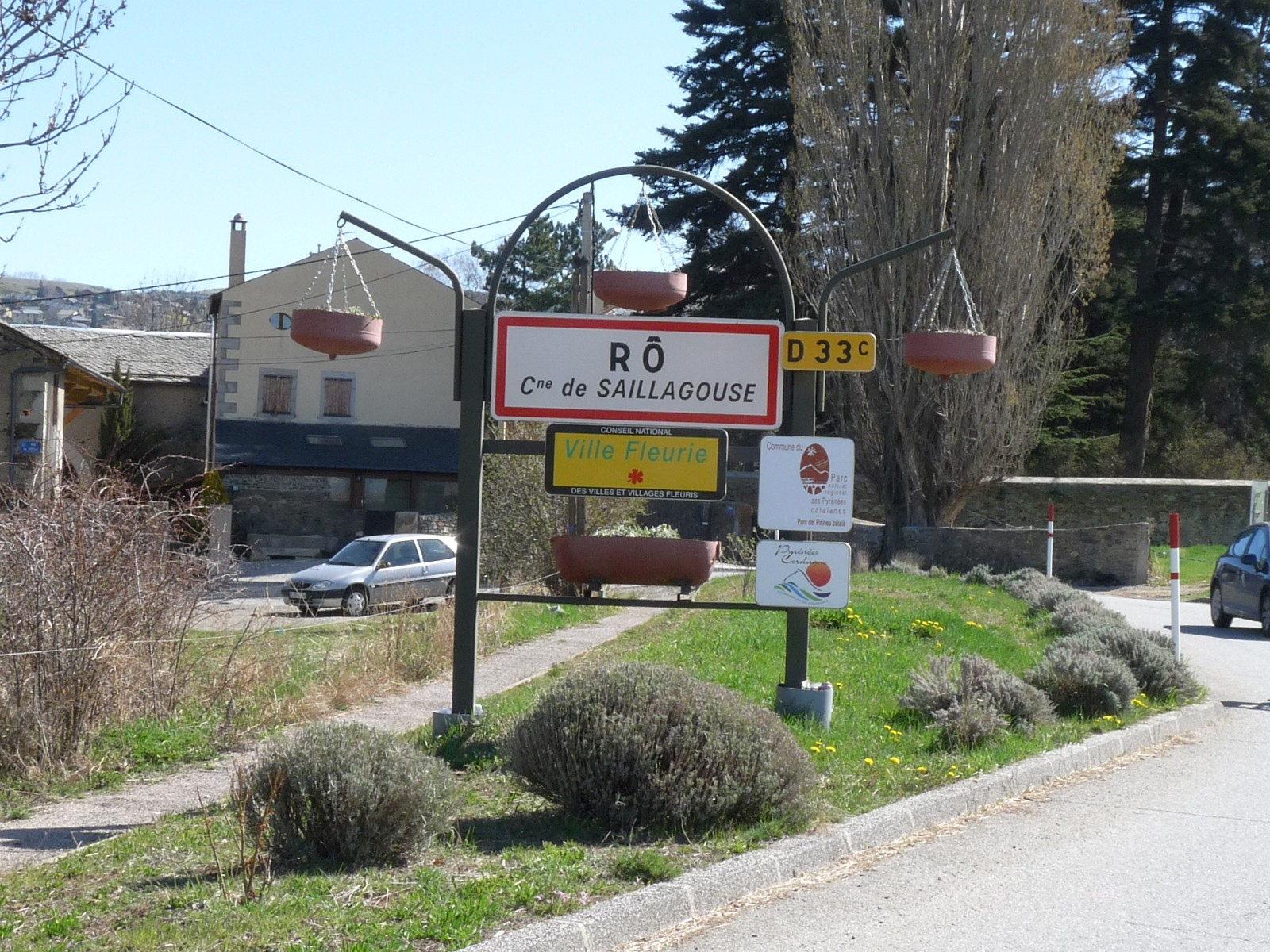
Panneau d'entrée côté Llivia en 2014

Ro est mentionnée dans les textes sous les noms de villa Arron (Xe siècle et 1063), Arronis (1086), Arron (XIIe siècle), villa Arrono et Arro (XIIIe siècle) et Ro (XVIIe siècle).
Plusieurs étymologies sont possibles. L'hypothèse d'un oronyme ibéro-basque à partir de arri (rocher) est peu probable, Ro étant située dans une plaine sans rochers notables. L'origine hydronymique avec ar et onna désignant chacun l'eau ou la rivière n'est également pas pleinement satisfaisante. L'étymologie réelle semble plutôt être issue d'un nom de personne, propriétaire d'un domaine, suivi du suffixe possessif latin -onem, à l'instar de nombreux noms du voisinage de Ro construits de manière similaire (Llo, Védrignans, Odeillo).
Concernant le nom du propriétaire du domaine, il y a également plusieurs possibilités. Il pourrait s'agir d'un nom ibéro-basque, Arro, ou d'un nom germanique, Aro (de ara, aigle). Il s'agit plus vraisemblablement du nom latin Arrius, également à l'origine de Ria, en Conflent.

## Histoire
Érigée en commune en 1790, Ro est absorbée par la commune de Saillagouse, conjointement avec celle de Védrignans, le 13 mars 1822.

## Démographie
La population est exprimée en nombre de feux (f) ou d'habitants (H).
| 1365 | 1378 | 1515 | 1553 | 1720 | 1767 | 1774 | 1788 | 1789 |
| ---- | ---- | ---- | ---- | ---- | ---- | ---- | ---- | ---- |
| 11 f | 10 f | 6 f  | 9 f  | 15 f | 68 H | 12 f | 61 H | 14 f |

| 1793 | 1794  | 1796 | 1800 | 1804 | 1806 | 1820 | - | - |
| ---- | ----- | ---- | ---- | ---- | ---- | ---- | - | - |
| 64 H | 170 H | 65 H | 69 H | 80 H | 81 H | 90 H | - | - |

Note :
- 1774 : Ro, annexe de Saillagouse.
- À partir de 1826, la population de Ro est recensée avec celle de Saillagouse.

## Culture locale et patrimoine

### Lieux et monuments
- Chapelle Saint-Antoine-abbé, dépendant de la paroisse de Llo[5].

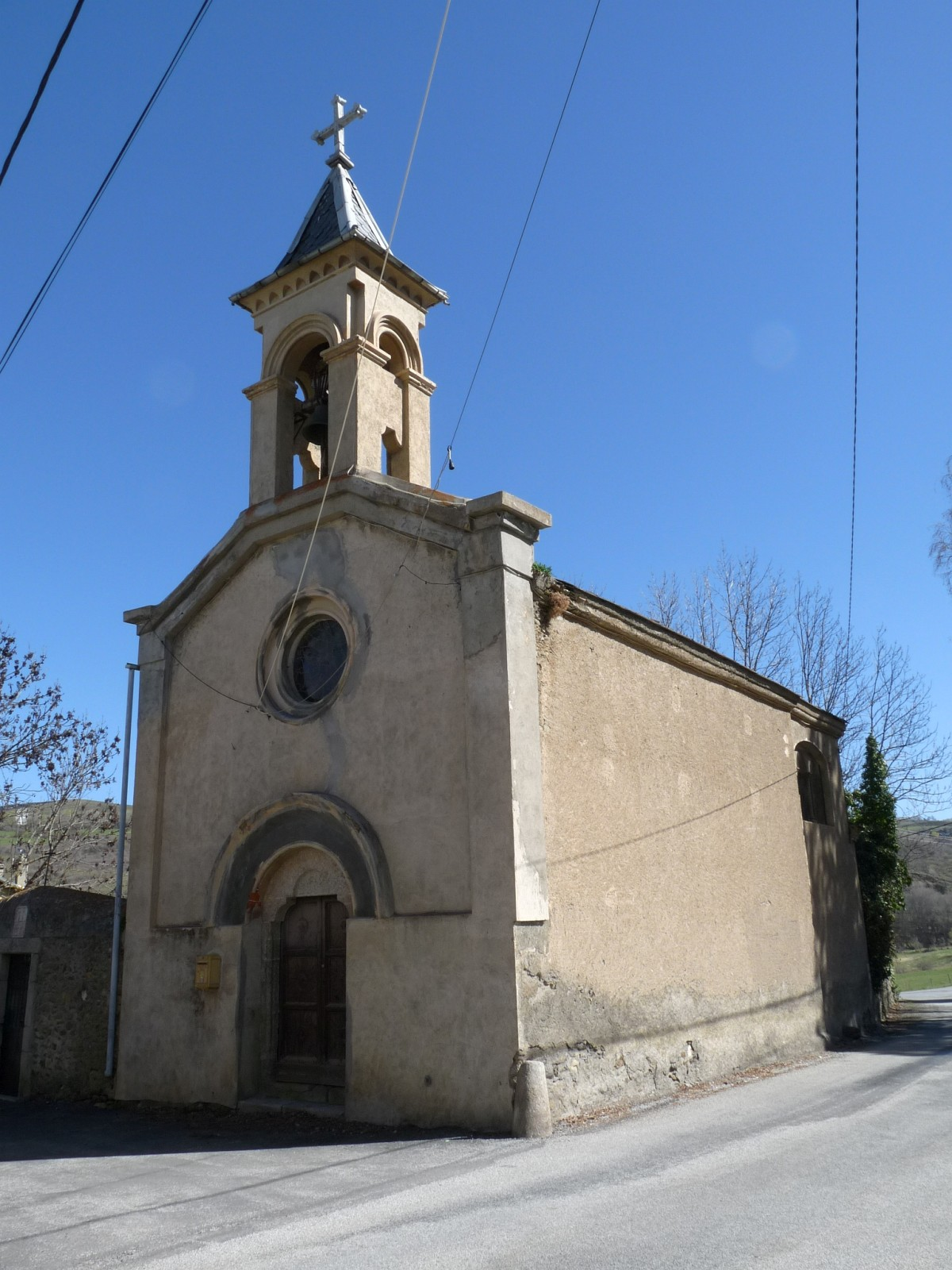
Chapelle Saint-Antoine